# Jezioro Luchowskie
Jezioro Luchowskie – jezioro w woj. wielkopolskim, w powiecie pilskim, w gminie Łobżenica, leżące na terenie Pojezierza Południowokrajeńskiego.

## Dane morfometryczne
Powierzchnia zwierciadła wody według różnych źródeł wynosi od 12,5 ha przez 13,60 ha (lustra wody) lub 13,61 ha (ogólna) do 15,1 ha.
Zwierciadło wody położone jest na wysokości 101,1 m n.p.m. Średnia głębokość jeziora wynosi 8,2 m, natomiast głębokość maksymalna 19,5 m.

## Hydronimia
Według spisu opracowanego przez Komisję Nazw Miejscowości i Obiektów Fizjograficznych (KNMiOF) zestandaryzowana nazwa tego jeziora to Jezioro Luchowskie. W różnych publikacjach i na mapach topograficznych jezioro to występuje pod nazwą Króla. Dane z państwowego rejestru nazw geograficznych podają dwie oboczne nazwy tego jeziora: Jezioro Króla i Jezioro Leluchowskie.